# Хайт (Кент)
Хайт (англ. Hythe) — небольшой приморский город в английском графстве Кент.
В Средние века город защищали расположенных поблизости Солтвудский замок и замок Лимпн.
Город богат постройками в норманнском и георгианском стилях, в частности, неплохо сохранился дом епископа Рочестерского Хамо (1319—1352), возведённый в XIII столетии.
Хайт является одним из городов древнего союза пяти портов.
Население — 14 170 человек, 45,94 % мужчин и 54,06 % женщин. Плотность населения: 1154,85 чел/км². 16,82 % проживающих в городе — в возрасте до 16 лет, 68 % — в возрасте от 16 до 74 и 15,19 % — старше 74. Средний возраст жителей составляет 45,78 лет. 93,7 % жителей — подданные Соединённого Королевства, 2,65 % — из других стран Европы, 3,66 % — из стран остального мира.
В настоящее время Хайт считается тихим городком и местом отдыха британцев и иностранных туристов.